# Pietà Hotspurs Football Club
Pietà Hotspurs Football Club é um clube de futebol da cidade de Pietà, em Malta. Nunca venceu o Campeonato Maltês, e está atualmente na Segunda Divisão do país.